# Гальего, Рубен
Рубе́н Дави́д Гонса́лес Галье́го (исп. Rubén David González Gallego, род. 20 сентября 1968, Москва, СССР) — российский писатель и журналист испанского происхождения.
Широко известен как автор автобиографического произведения «Белое на чёрном», удостоенного в 2003 году литературной премии «Букер — Открытая Россия» за лучший роман на русском языке.

## Биография
Родители Рубена встретились во время учёбы в МГУ имени Ломоносова. Отец Рубена — студент экономического факультета МГУ из Венесуэлы, мать — студентка филологического факультета МГУ Аурора Гальего. Аурора (Эсперанса), дочь Игнасио Гальего, генерального секретаря Коммунистической партии народов Испании, впоследствии стала журналистом и переводчицей, работала на Радио Свобода. С 1974 по 1998 год была женой писателя Сергея Юрьенена.
Рубен Гальего с рождения парализован. Официальный диагноз — детский церебральный паралич. Когда ему было полтора года, матери сообщили, что ребёнок умер. На самом деле его отправили в детский дом для инвалидов. Детство провёл, скитаясь по детским домам и домам престарелых Советского Союза (Паша Ленинградской области, Трубчевск Брянской области, Нижний Ломов Пензенской и Новочеркасск).
Педагоги Нижнеломовского дома-интерната помнят Рубена. «Писать он не мог, но зато всё воспроизводил по памяти, как магнитофон, — рассказывают учитель математики Ольга Амвросенкова и учитель немецкого языка Елена Дружинина. — У него было какое-то особое устройство мозгов — просто ходячая энциклопедия. Рубен перечитал несколько раз всю нашу библиотеку».
Окончил Новочеркасский торгово-коммерческий техникум по специальности «Правоведение». В 2001 году встретился с матерью в Праге и остался в Европе. Жил в Мадриде, Фрайбурге. В 2007 году уехал в США, в 2014 — в Израиль.
Герой фильма Альгиса Арлаускаса «Письмо матери».
Публиковался в журналах «Индекс/Досье на цензуру», «Огонёк», «Новый берег», «El País».

Я — герой. Быть героем легко. Если у тебя нет рук или ног — ты герой или покойник. Если у тебя нет родителей — надейся на свои руки и ноги. И будь героем. Если у тебя нет ни рук, ни ног, а ты к тому же ухитрился появиться на свет сиротой, — всё. Ты обречён быть героем до конца своих дней. Или сдохнуть. Я герой. У меня просто нет другого выхода.— Рубен Гальего. Белое на чёрном
С 2007 года жил в США. Со своей инвалидной коляской при посадке в поезд метро в Вашингтоне 16 августа 2011 года упал на рельсы. С переломами ног и лицевых костей был доставлен в реанимацию. Около недели пробыл без сознания, перенёс несколько операций. В помощь Гальего пользователи интернета пересылали деньги.
25 января 2017 года вышла в свет аудиоверсия книги «Белое на чёрном» в исполнении Ефима Шифрина.

## Личная жизнь
В настоящее время проживает в Израиле.
Женат третий раз на писательнице Рине Гонсалес Гальего. Имеет трёх дочерей, две дочери от первых браков (Надежда и Майя) живут в России, обе занимаются балетом.

## Произведения
- Белое на чёрном (изд. Лимбус Пресс, 2002) — лауреат премии «Букер — Открытая Россия» 2003 года.
- Я сижу на берегу — вторая книга Рубена Гальего (изд. Лимбус Пресс, 2005).
- Вечный гость — третья книга Рубена Гальего (изд. Лимбус Пресс, 2018).

## Статьи
- «„Американская мечта“ — часть I»
- «„Американская мечта“ — часть II» — эссе для передачи «Экслибрис» на «Радио Свобода». 2002 год.
- «Мы не успели оглянуться» — предисловие к книге Сергея Юрьенена «Фашист пролетел». 2002 год.
- «Ампутация души» — публикация в журнале «Индекс». 2002 год.
- «Завтра мы встретимся» — публикация в журнале «Индекс». 2003 год.
- «Цензура и пропаганда — две колеи одной информационной дороги» — публикация в журнале «Индекс». 2004 год.
- «Другие» — публикация в журнале «Индекс». 2005 год.
- «Любовь не даром или кто даст убогому» — эссе. 2004 год.
- "Русская улыбка. Различие между футболистом и писателем заключено в улыбке. " — 2004 год.
- «Сени» — эссе для журнала «Новый берег». 2004 год.
- «Кто такие Мурзики?» — статья для www.murzik.ru . 2004 год.
- «Мой личный чердак» — рецензия в журнале «Огонек» на роман Энрике Вила-Матаса «Такая вот странная жизнь». 2005 год.
- «Мраморные статуи» — рецензия в журнале «Огонек» на книгу Людмилы Петрушевской «Город света. Волшебные истории». 2005 год.
- «Мое тело» — эссе для журнала «Эрмитаж». 2006 год.
- «Все равно» — публикация в альманахе «Неволя». 2007 год.

## Литературная критика
- Кучина Т.Г. Документальное письмо как фикциональный нарратив: о прозе Р.Гальего  // Известия Волгоградского государственного педагогического университета. – 2008. – № 10 (34). С.205 – 209.
- Бокале, П. Аналитические и разговорные элементы в романе Рубена Гальего // Русский язык сегодня. Вып. 4 Проблемы языковой нормы. Сб. статей. Институт русского языка им. В.В.Виноградова РАН. – М., 2006.